# Balinesische Schrift

Die Grundbuchstaben der balinesischen Schrift (ohne Vokalzeichen)

Die balinesische Schrift (aksara Bali) ist ein Abkömmling der Brahmi-Schrift und gehört somit zu den indischen Schriften.
Die balinesische Schrift wird auf Bali verwendet, um Texte in balinesischer Sprache zu schreiben. Weiterhin wird sie zum Schreiben von Kawi, einer alten javanischen Sprache und (mit einigen Modifikationen) von Sasak, einer Sprache, die auf Lombok gesprochen wird, verwendet.

## Zeichentabelle
Es gibt im Balinesischen 33 Konsonantenzeichen (wianjana), obwohl nur 18 davon, die wreṣāstra, für Balinesisch gebraucht werden. Der Rest wird hauptsächlich für die Schreibung des Sanskrit und für Lehnwörter aus der Kawi-Sprache gebraucht.

### Konsonanten
| Aksara wianjana (Konsonanten) |                |                      |                 |                       |                |                         |                  |         |
| Warga (Artikulationsstelle)   | Pancawalimukha | Pancawalimukha       | Pancawalimukha  | Pancawalimukha        | Pancawalimukha | Ardhasuara (Halbvokale) | Usma (Frikative) | Wisarga |
| Warga (Artikulationsstelle)   | stimmlos       | stimmlos             | stimmhaft       | stimmhaft             | nasal          | Ardhasuara (Halbvokale) | Usma (Frikative) | Wisarga |
| Kanthya (Gutturale)           | (Ka) Ka        | (Kha) · Ka mahaprana | (Ga) Ga         | (Gha) Ga gora         | (Nga) Nga      |                         |                  | (Ha) Ha |
| Talawya (Palatale)            | (Ca) Ca murca  | (Cha) Ca laca        | (Ja) Ja         | (Jha) Ja jera         | (Nya) Nya      | (Ya) Ya                 | (Śa) Sa saga     |         |
| Murdhanya (Retroflexe)        | (Ṭa) Ta latik  | (Ṭha) Ta latik m     | (Ḍa) Da murda a | (Ḍha) Da murda m      | (Ṇa) Na rambat | (Ra) Ra                 | (Ṣa) Sa sapa     |         |
| Dantya (Dentale)              | (Ta) Ta        | (Tha) Ta tawa        | (Da) Da lindung | (Dha) Da madu         | (Na) Na kojong | (La) La                 | (Sa) Sa danti    |         |
| Osthya (Labiale)              | (Pa) Pa        | (Pha) Pa kapal       | (Ba) Ba         | or (Bha) · Ba kembang | (Ma) Ma        | (Wa) Wa                 |                  |         |

### Vokale
Vokale, suara werden am Anfang eines Wortes als unabhängige Buchstaben geschrieben.
| Aksara suara (Vokale)             |                                    |                                    |                                    |                          |                                    |                                    |                                    |
| Warga (Artikulationsstelle)       | Aksara suara hresua (kurze Vokale) | Aksara suara hresua (kurze Vokale) | Aksara suara hresua (kurze Vokale) | Name                     | Aksara suara dirgha (lange Vokale) | Aksara suara dirgha (lange Vokale) | Aksara suara dirgha (lange Vokale) |
| Warga (Artikulationsstelle)       | Symbol                             | Transliteration                    | IPA                                | Name                     | Symbol                             | Transliteration                    | IPA                                |
| Kantya (Gutturale)                |                                    | A                                  | [a]                                | A kara                   |                                    | Ā                                  | [ɑː]                               |
| Talawya (Palatale)                |                                    | I                                  | [i]                                | I kara                   |                                    | Ī                                  | [iː]                               |
| Murdhanya (Retroflexe)            |                                    | Ṛ                                  | [ɹ̩]                                | Ra repa                  |                                    | Ṝ                                  | [ɹ̩ː]                               |
| Dantya (Dentale)                  |                                    | Ḷ                                  | [l̩]                                | La lenga                 |                                    | Ḹ                                  | [l̩ː]                               |
| Osthya (Labiale)                  |                                    | U                                  | [u]                                | U kara                   |                                    | Ū                                  | [uː]                               |
| Kanthya-talawya (Palato-Guttural) |                                    | E                                  | [e]; [ɛ]                           | E kara (E) Airsanya (Ai) |                                    | Ai                                 | [aːi]                              |
| Kanthya-osthya (Labio-Guttural)   |                                    | O                                  | [o]; [ɔ]                           | O kara                   |                                    | Au                                 | [aːu]                              |